# Norma Bacaicoa
Norma Bacaicoa (Buenos Aires - Madrid, 12 de junio de 2010) fue una actriz, directora y maestra de teatro argentino.
Se graduó en el Instituto de teatro de la universidad porteña debutando en 1962 en teatro.
Profesora de la Escuela Nacional de Arte Dramático, actuó en Las brujas de Salem, Madre Coraje de Bertolt Brecht y La dama del perrito de Anton Chéjov.
En 1972 actuó en el cortometraje Rosa, rosa.... En 1976 debió exilarse en España debido a la dictadura militar argentina.
Dirigió Juegos a la hora de la siesta de Roma Mahieu y Su programa favorito de Franz Xavier Kroetz.
Era cuñada del actor Hector Alterio y tía de los actores Ernesto Alterio y Malena Alterio.